# Energiesignaal
In de signaalverwerking is een energiesignaal een reëel- of complexwaardig signaal met eindige energie-inhoud.

## Definitie
Een complexwaardig continu signaal {\displaystyle x} wordt energiesignaal  genoemd als:
{\displaystyle E_{s}(x)=\int \limits _{-\infty }^{\infty }x(t)\,x^{*}(t)\,\mathrm {d} t=\int \limits _{-\infty }^{\infty }|x(t)|^{2}\mathrm {d} t<\infty }
Een complexwaardig discreet signaal {\displaystyle x} wordt energiesignaal genoemd als:
{\displaystyle \sum _{n=-\infty }^{\infty }x(n)\,x^{*}(n)<\infty }
In deze uitdrukkingen stelt {\displaystyle x^{*}}  de complex geconjugeerde van {\displaystyle x} voor.
De grootheid {\displaystyle E_{s}} wordt de signaalenergie genoemd, maar is geen energie in strikte zin. Wel is de werkelijk energie-inhoud van het signaal recht evenredig met de signaalenergie, met als evenredigheidsfactor de belasting van het signaal.

## Typische energiesignalen
Typische energiesignalen zijn signalen met eindig signaalniveau die op enig moment ingeschakeld en op een ander moment weer uitgeschakeld worden, die dus slecht een eindige tijd bestaan.

## Fysische achtergrond
De term signaalenergie sluit aan bij de begrippen in de natuurkunde en de elektrotechniek. Beschouwt men bijvoorbeeld als signaal een elektrische stroom {\displaystyle i} die door een weerstand {\displaystyle R} stroomt, dan is het op het tijdstip  {\displaystyle t} ontwikkelde elektrische vermogen gelijk aan:
{\displaystyle W(t)=i^{2}(t)R}
en de totale geleverde energie:
{\displaystyle E=\int \limits _{-\infty }^{\infty }W(t)\,\mathrm {d} t=R\int \limits _{-\infty }^{\infty }i^{2}(t)\,\mathrm {d} t}